# Хитридиомицеты
Хитридиомице́ты (лат. Chytridiomycota) — отдел царства грибов (Fungi). Объединяет более 120 родов и около 1000 видов. Мицелий слабо развит, основная масса таллома представляет собой т. н. плазмодий, из которого вырастают ризоидные гифы. Самые примитивные представители совершенно не имеют мицелия, и тело их в вегетативном состоянии представлено одиночной клеткой, иногда лишённой жёсткой клеточной стенки. Основа клеточной стенки хитиново-глюкановая, как и у высших грибов.
Представители отдела тесно связаны с водной средой (морской и пресноводной), где паразитируют на водорослях и беспозвоночных. Могут вызывать массовую гибель водных организмов вплоть до амфибий (хитридиомикоз - высокозаразное и высоколетальное заболевание земноводных, вызывается грибком Batrachochytrium dendrobatīdis) Могут развиваться во влажных почвах и вызывать болезни высших растений: чёрную ножку капусты (Olpidium brassicae), рак картофеля (Synchytrium endobioticum) и др., однако не так опасны, как оомицеты. Меньшее количество представителей — сапротрофы на субстратах, содержащих хитин, целлюлозу и кератин.
Гаплоидные зооспоры хитридиомицетов снабжены одним жгутиком, при движении всегда направленным назад и могут как непосредственно давать начало новому гаплоидному организму, так и сливаться друг с другом и уже тогда создавать диплоидный организм, формирующий новые гаплоидные зооспоры (порядок Chytridiales). У ряда видов имеет место половой процесс по типу хологамии (слияние целых организмов) или формируются гаметы, отличные от зооспор. В большинстве представители отдела гаплонты, но встречается и смена ядерных фаз.
Поскольку в жизненном цикле хитридиомицетов присутствуют жгутиковые зооспоры, в конце 1980-х—1990-х годах многие исследователи исключали их из царства грибов и относили к грибоподобным хромистам. Примерно в то же время (1991—1996) появились данные по ультраструктуре митохондрий, химическому составу клеточных стенок и молекулярно-филогенетические анализы этих организмов, которые показали, что их всё же следует относить к настоящим грибам.